# Años 180
Los años 180 o década del 180 empezó el 1 de enero del 180 y terminó el 31 de diciembre del 189.

## Acontecimientos
- Víctor I sucede a Eleuterio como papa en el año 189.
- En Roma se desata otra epidemia de peste en el año 187.

## Personas destacadas
- Cómodo, emperador romano.

## Fallecimientos
- 17 de marzo: Marco Aurelio, emperador romano.